# Xi Tauri
Désignations
Xi Tauri (ξ Tau, ξ Tauri) est un système stellaire quadruple hiérarchique de la constellation du Taureau.
Xi Tauri est une étoile quadruple spectroscopique et à éclipses. Elle est constituée de trois naines bleues-blanches (type BV). Deux de ces étoiles, désignées Xi Tauri Aa et Ab, forment une binaire à éclipses et tournent autour de leur centre de masse en 7,15 jours. Celles-ci orbitent autour de la troisième étoile, Xi Tauri Ac, en 145 jours. La quatrième étoile, désignée Xi Tauri B, de type F, orbite autour des trois autres sur une période d'environ cinquante ans,. La magnitude apparente combinée moyenne du système est de +3,73 mais, du fait que les étoiles s'éclipsent mutuellement lors de leurs orbites, elle est classée comme variable et sa luminosité varie entre les magnitudes +3,70 et +3,79. Xi Tauri est à environ 210 années-lumière de la Terre.